# Carlos Carella
Carlos Carella, el Negro, (28 de mayo de 1925-9 de mayo de 1997) fue un actor, director y dirigente sindical argentino que se destacó en el cine, el teatro y la televisión.

## Biografía
Se inició como presentador en clubes de tango con el nombre de Jorge Loguarro, actividad que abandonó para dedicarse a las tablas.
Actuó en Las dos carátulas, programa emitido desde 1950 por LRA Radio Nacional. Fue miembro fundador de "Gente de Teatro Asociada" dirigido por Orestes Caviglia y del grupo "Gente de Teatro" (Cosa Juzgada TV), dirigido por David Stivel.
Carella fue un activo militante peronista, especialmente durante la llamada "Resistencia peronista", desde 1955 hasta 1973, cuando esa fuerza fue proscripta por las dictaduras militares de turno.
En 1963 condujo la lista que ganó las elecciones en la Asociación Argentina de Actores y en 1973, al triunfar el peronismo en las elecciones de ese año, fue designado Subdirector de Radiodifusión, bajo la presidencia de Héctor Cámpora.
A partir de 1964 participó en el programa de TV El soldado Balá (de Carlitos Balá).
En 1976 debió exilarse en España, debido a la persecución de la dictadura militar entonces gobernante.
En 1995 formó parte del elenco de la exitosa serie 'Poliladron' protagonizada por Adrián Suar y Laura Novoa. Carella fue el capitán de la brigada de investigaciones en los primeros capítulos, y luego fue reemplazado por Osvaldo Santoro.
Entre sus papeles más recordados se encuentran los que realizara en la serie televisiva Cosa juzgada de David Stivel y las películas El rigor del destino y Operación masacre.
El teatro del Sindicato de Empleados de Comercio (SEC) de la ciudad de Buenos Aires lleva su nombre (Bartolomé Mitre 970). Luego de su muerte, los premios al mejor actor y actriz que entrega el Festival Internacional de Cine de Mar del Plata llevan su nombre.
Se encuentra enterrado en el cementerio de General Las Heras.

## Miscelánea
- Fue un activo hincha del club de fútbol Argentinos Juniors. Uno de los muros externos del estadio del club, contiene permanentemente un mural en memoria de Carella.[2]

## Relaciones familiares
El actor Martín Carella es su hijo.

## Filmes
Intérprete
- Sus ojos se cerraron y el mundo sigue andando (1998)
- Muchas gracias maestro (1993) (inédita)
- El viaje (1992)
- DNI (La otra historia) (1989)
- El acompañamiento (1988)
- Juegos diabólicos (1986)
- El rigor del destino (1985)
- Los tigres de la memoria (1984), Rosasco
- Los chicos de la guerra (1984), Padre que lee una carta
- Los días que me diste (1975)
- La tregua (1974)
- Operación Masacre (1972), Nicolás Carranza
- Santos Vega (1971)
- Los herederos (1970)
- Coche cama, alojamiento (1967)
- La cigarra está que arde (1967)
- Escándalo en la familia (1967)
- Dos quijotes sobre ruedas (1966)
- La cómplice (1966), Arias
- Una excursión a los indios ranqueles (inconclusa - 1965)
- El octavo infierno, cárcel de mujeres (1964), Andrade
- Testigo para un crimen (1963), Otero
- La fin del mundo (1963)
- Detrás de la mentira (1962), Fabio
- Mi Buenos Aires querido (1961)
- El bote, el río y la gente (1960)
- He nacido en Buenos Aires (1959)
- Mercado de abasto (1955), Hombre en pícnic
- Los troperos (1953)
- Corazón fiel (1951), Cruz

## Televisión
1. "Poliladron" (1995)
2. "La bonita página" (1988/89)
3. "Alguien como vos" (1973)
4. "Cosa juzgada" (1969)
5. Los vecinos (1966)
6. "J.C. Buenos Aires-Roma-Paris" (1964)

- 1964/1968-"Disparate Sociedad Anónima"

1. "El soldado Balá" (1964)

## Premios
Entre otros, obtuvo los siguientes premios:
- Premio Molière. Mejor actor.
- Premio Prensario. Mejor actor.
- Premio Pepino el 88. Mejor actor.
- Premio Cóndor de Plata. Mejor actor.
- Premio Martín Fierro. Mejor actor.
- Premio Estrella de Mar. Mejor actor.
- Premio Konex. 1991 Mejor actor dramático cine y teatro.